# 培爾-拉美西斯

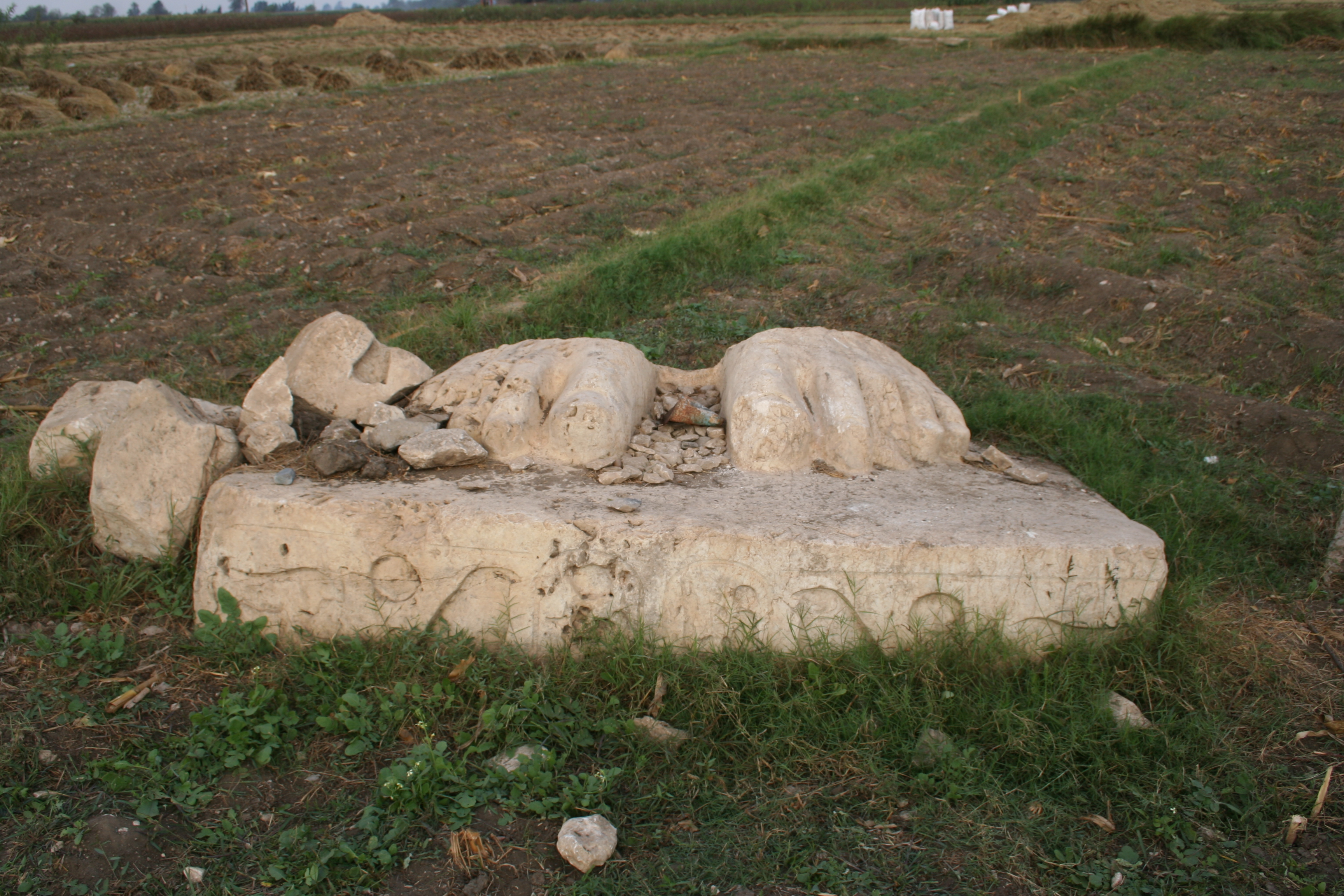
培尔—拉美西斯发现的拉美西斯二世石雕像残件

培尔-拉美西斯（英語：Pi-Ramesses），古埃及城市，古埃及第十五王朝、第十九王朝和第二十王朝首都。位于尼罗河三角洲东北部，距开罗东北约100公里。约公元前1700年该地为巴勒斯坦人占领。约公元前1530年成为第十五王朝都城。约公元前1521年被雅赫摩斯一世攻取并洗劫。第十九王朝希伯来人于此定居。塞提一世时期于此发展制陶业，兴建宫邸。拉美西斯二世选此大规模建造宫殿、住宅、神庙等建筑。此城遂为王室居所与行政中心，该城分四区。由阿蒙、瓦吉特埃及神和塞特、阿斯塔特亚洲神分居神庙。人口约25万人。第二十王朝时期埃及亚洲领土丧失后，城市遂废，城市原料被迁至北24公里的塔尼斯城重建。20世纪40年代首次发现该城遗址，1975年得到确认。